# Carole Scotta
Carole Scotta (* 16. Mai 1966) ist eine französische Filmproduzentin.

## Leben
Carole Scotta gründete 1992 zusammen mit Laurence Petri und Simon Arral die Filmproduktionsgesellschaft Haut et Court.
Für Die Klasse wurde sie für den Europäischen Filmpreis und den César nominiert, für Coco Chanel – Der Beginn einer Leidenschaft wurde sie für den BAFTA Award nominiert. Für Wie ich Mathe gehasst hab’! wurde sie 2014 für den César für den besten Dokumentarfilm nominiert.

## Filmografie (Auswahl)
- 1997: Funkenmariechen im Weltall (Des majorettes dans l’espace) (Kurzfilm)
- 1997: Mein Leben in Rosarot (Ma vie en rose)
- 2001: Auszeit (L’emploi du temps)
- 2001: Der Pornograph (Le pornographe)
- 2003: Wer tötete Bambi? (Qui a tué Bambi?)
- 2005: In den Süden (Vers le sud)
- 2008: Die Klasse (Entre les murs)
- 2009: Coco Chanel – Der Beginn einer Leidenschaft (Coco avant Chanel)
- 2012: The Returned (Les revenants, Fernsehserie, 2 Folgen)
- 2012: Pauline détective
- 2013: Wie ich Mathe gehasst hab’! (Comment j’ai détesté les maths, Dokumentarfilm)
- 2015: The Last Panthers (Miniserie, 6 Folgen)
- 2019: Eine größere Welt (Un monde plus grand)
- 2020: Gagarin – Einmal schwerelos und zurück (Gagarine)
- 2021: Memory Box
- 2021: Die Welt wird eine andere sein
- 2022: In der Nacht des 12. (La nuit du 12)